# Alfombra de Yazd
La alfombra de Yazd es un tipo de alfombra persa. La artesanía de este tipo de alfombras comenzó hace pocos años, tras la disminución de la producción de telas en Yazd, que era una ciudad con gran fama por la calidad de sus tejidos, realizados por reputados artesanos de origen zoroástrico.

## Descripción
Los motivos están tomados de las alfombras de Kermán, principalmente una decoración del medallón central sobre fondo liso. La técnica de trabajo también es la misma que la de Kermán, aunque en general la densidad de nudos es inferior.
- Datos: Q3515508
- Multimedia: Rugs and carpets of Yazd / Q3515508